# Boliger for bevægelseshæmmede oktober 1966 Hindsgavl
|  | Denne artikel er oprettet af botten Steenthbot ud fra en ekstern database. Den kan derfor have sproglige fejl eller mangler. Denne skabelon kan fjernes efter kontrol af indholdet. |

Boliger for bevægelseshæmmede oktober 1966 Hindsgavl er en dansk oplysningsfilm fra 1966.

## Handling
Oplysningsfilm om boliger for bevægelseshæmmede. Filmen viser bl.a., hvordan køkken og badeværelse bør være indrettet for at polioramte kan begå sig i dem. Polio, også kaldet børnelammelse, er en virusinfektion, som i nogle tilfælde kan angribe nervecellerne i centralnervesystemet og give livsvarige lammelser.